# Delegation El Ayoun
Die Delegation El Ayoun  (معتمدية العيون)
ist eine der 13 tunesischen Delegationen im Gouvernement Kasserine.
Bei der Volkszählung 2014 wurden 19.211 Einwohner gezählt.
Der Hauptort ist El Ayoun, der 2015 eine „Commune“ wurde, deren Gebiet mit dem der Delegation übereinstimmt. Sitz der Commune ist in der gleichnamigen Ortschaft selbst.
Sie ist als die Delegation mit dem landesweit zweitschlechtesten Regionalentwicklungsindikator eingestuft.

## Sektoren (Imada)
Die Delegation ist in 6 Sektoren (Imada) unterteilt:
- El Ayoun (العيون) mit 3517 Einwohnern (Volkszählung 2014), mit einem Gebiet von 70,4 km²
- El Baouajer (البواجر) mit 1973 Einwohnern,  69,18 km²
- Ain Esselsela (oder Ain Es Silsla) (عين السلسلة) mit 1487 Einwohnern,  58,28 km²
- Tiwicha (oder Tioucha) (توشة) mit 4147 Einwohnern, 116,00 km²
- El Brek (البرك) mit 2897 Einwohnern, 41,28 km²
- El Grine (القرين) mit 5190 Einwohnern, 56,12 km².

## Geografie
Das gesamte Gebiet der Delegation wird zu ungefähr der Hälfte landwirtschaftlich genutzt (Gerste, Hülsenfrüchte, Viehfutter, Apfel- und Mandelbäume) und zu weniger als der Hälfte von Aleppokiefer-Wäldern bedeckt.
Abgesehen von der Hauptortschaft selber und der sehr kleinen Ortschaft Skhira im Sektor Tiwicha gibt es keine Ortschaften mit einem Dorfcharakter. Der Großteil kann im besten Fall als Streusiedlung angesehen werden.
Das Klima ist semiarid.
Die Delegation grenzt westlich an die Delegation Thala, nördlich an die Delegation Djedeliane, westlich an die Delegation Sbiba und südlich an die Delegation Sbeitla und für einen sehr kurzen Abschnitt auch an die Delegation Foussana.
Der Hauptort liegt auf einem Hochplateau auf ungefähr 900–1000 Höhenmeter und ist nördlich, östlich und südlich von 1100 bis 1200 Meter hohen Bergen umgeben.
Die wichtigsten Orte in der Nähe sind:
im Westen Thala (تالة) zirka 25 km Straßenkilometer entfernt;

im Osten  Sbiba (سبيبة) und Djedeliane (جدليان) jeweils  ungefähr 30 bis 35 km entfernt;

im Süden Sbeitla (سبيطلة) und  Kasserine, der Hauptort des gleichnamigen Gouvernement, jeweils zirka 45 km bis 70 km Straßenkilometer entfernt.

## Gesellschaft
Die Wohnbevölkerung besteht laut Volkszählung 2014 aus 19.211 Einwohner, davon 9553 Männer und 9658 Frauen, die 3990 Familien bildeten und in 4080 Wohnungen wohnten.
38,6 % der Einwohner sind weniger als 20 Jahre alt und 9,3 % sind 60 oder älter.
Es ist landesweit die Delegation mit dem höchsten Analphabetismus (2014 waren 45 % der Einwohner mit 10 oder mehr Jahren Analphabeten) und mit 37 % unter jenen mit dem geringsten Anteil an Familien, die eine Wasserleitung in der Wohnung haben.
Die Arbeitskräfte sind vorwiegend in der Landwirtschaft und im Baugewerbe tätig.